# め組の大吾
『め組の大吾』（めぐみのだいご）は、曽田正人による日本の漫画作品。
1996年に第42回小学館漫画賞、1998年に第2回文化庁メディア芸術祭マンガ部門優秀賞を受賞している。同じく1998年に主人公の朝比奈大吾が東京消防庁のイメージキャラクターに選ばれた。話数表記は「第○報」。
1996年11月にサンデーCM劇場にてアニメ映像化、1999年夏には「おかげサマー！日本全国サンデー祭り!!」において『め組の大吾 火事場のバカヤロー』（めぐみのだいご かじばのバカヤロー）としてアニメ映画化された。
2004年にはフジテレビで『FIRE BOYS 〜め組の大吾〜』（ファイアーボーイズ めぐみのだいご）としてテレビドラマ化された。
2020年には続編となる『め組の大吾 救国のオレンジ』（めぐみのだいご きゅうこくのオレンジ）が連載開始。
2022年8月時点でシリーズの累計部数は1400万部を突破している。2025年8月時点で『め組の大吾 救国のオレンジ』の累計部数が150万部を突破している。

## 概要
『週刊少年サンデー』（小学館）で1995年38号から1999年27号にかけて連載された。単行本は全20巻（小学館少年サンデーコミックス）。後にワイド版で全10巻、文庫版で全11巻として出ている。単行本については表紙が主人公のアップ、裏表紙が消防自動車と簡単な解説が掲載されている（それぞれ第20巻を除く）。
『週刊少年チャンピオン』（秋田書店）で1991年35号から1991年40号にかけて連載された自衛官のレスキュー漫画『FIRE AND FORGET』がプロトタイプになっている（作者曰く、「この時描ききれなかったものが大吾の原型になった」）。
番外編として『週刊少年サンデー』1996年6月増刊号に掲載された、本編の主人公・朝比奈大吾の高校時代を描いた読み切り『C組の大吾』がある。
2011年、東日本大震災への義援を目的としたチャリティで、本作の原画イラストがオークションに出品された。
『月刊少年マガジン』（講談社）にて2020年11月号から、制作に『capeta』よりの共同原作者である冨山玖呂を加え、続編『め組の大吾 救国のオレンジ』（めぐみのだいご きゅうこくのオレンジ）が連載開始。連載を記念して、羅川真里茂、瀬尾公治、藤田和日郎、福地翼が応援イラストとコメントを寄せた。2024年6月号掲載の第36話より「第2部」と題されている。

## あらすじ
幼い頃に巻き込まれた火災で、消防士（のちの『めだかが浜出張所』所長）五味に助けられた朝比奈大吾は、いわゆる「不良」であった。学生時代、大吾は恩師・落合に幼き頃からの夢であった職が消防士であった事に気付かされ（大吾にとっての「スーパーマン」であった）、自らも消防士になる事を目指し、見事千国市消防局の採用試験に合格。消防学校での研修を経て、地元の中央消防署めだかヶ浜出張所に配属される。
ところが大吾が配属されためだかヶ浜は、開発の初期段階で、住民の防災意識もあり、めったに火事が起きず出動もほとんど無い平和な地域。それゆえに隊員たちの士気も低く、“めったに火事が起きない『め組』”や“目出度い『め組』”と揶揄される出張所だった。若く血気盛んな大吾は、その現状に我慢ができず、ストレスを溜める毎日を過ごすことになる。ところが、度重なる出動を経験することで、大吾は自らの所属するチームが、最高のプロフェッショナル・チームである事を思い知る。そして、出動を重ねていき大吾自身も災害の恐怖と闘いながら成長していく。一方で度重なる都市の乱開発により、めだかヶ浜も変わりつつあった。変わる都市。変わる自然。人間が作り上げた街が人間に牙を向き住民を襲う。そんな中で大吾は、時に問題児扱いされながらも持てる力を駆使して災害に巻き込まれた人々を救っていく事になる。
幾多の現場を経験し、最初はそのたびにチームワークを顧みない大暴走を起こし幾度か自らも生命を落としかけ、また免職にもなりかけるような日々を続ける中、大吾は『レスキュー隊』の危険を顧みないレスキュー根性へ対抗心を燃やし、甘粕と共にレスキュー試験に挑戦して一発合格。建設中の新空港での事故で要救助者と共に崩落現場の中に閉じ込められてしまった五味を助けるまでに成長する。
大吾が20歳の時、消防局の新設するハイパーレスキューにも選抜されるも、恩師・落合が昆虫研究のために来訪していたスマトラ島で泥炭層を原因とした大規模な山林火災が起こり、落合は現地住民の避難誘導を行った末に行方不明になってしまう。大吾はそれに対する日本への支援要請および出立に最低でも10日はかかることを知ると、惚れた女を助けるため、無断でインパルスを持ち出し単身スマトラに渡ることを決意する。
一度は警察に発見され足止めを喰らうものの、二度目は消防局上層部には無断ながらも『め組』の所長・五味のお墨付きと喝を得て、同期・甘粕を成り行き上巻き込み、スマトラへ飛ぶ。
大吾は現地消防官の協力も借り、落合と行動を共にしていた一団を発見し、無事に救助に成功する。だが落合はその避難の最中、ひとり崖に落ちはぐれてしまっていた。大吾は「身内は一番後」と、他の要救助者を救助したのちに山中にとって返す。大吾は落合を発見するも、周囲は炎に囲まれ絶望的な事態となってしまった。そこで大吾は乗り捨ててあったエンジンのかからない4WD車で突破することを思い付く。だが4WD車が坂道を惰性で走り始める直前、予備のガソリンが積載されていることに気付く。大吾はそれを車から降ろしたが、その結果脱出する機会を失い、一人炎の中に取り残される。絶体絶命かに見えたが、そのガソリンを炎に投げ込むことで周囲の酸素を一時的に欠乏させ、局地的な消火に成功し、なんとか一命をとりとめた。そこを通りかかった甘粕らの乗るヘリに救出される。
その頃には国際緊急援助隊（国際消防救助隊）の隊長に選抜された五味率いる千国市ハイパーレスキューが救援要請に従い、多数の機材と共に予定より早くスマトラに到着していたが、大吾・落合は山中を彷徨う間に泥炭層の分布や火点の現状・予想を記憶・記録しており、その後の消火活動の大きな手助けとなった。結果的に消火を支援するはずの多数の機材は無駄となってしまい、そのこともあって大吾は一時的に国際的なスターとなる。
7年後、ニューヨークの地下鉄で起きた崩落事故に「歴戦の」と称されるほどになった千国市ハイパーレスキューが支援に到着していた。だが崩落が進む現場の状況は厳しく事故車両までたどり着けず、要救助者の生還は困難な状況にあった。その中で市民からあがりだした声が「朝比奈大吾を呼べ！」であった。7年の時を経て、彼は数多の災害現場で活躍し、世界で最も有名なレスキュー隊員の一人となっていた。彼は「スーパーマン」となったのである。そして彼はたまたま、アメリカに滞在していた。
落合との結婚、娘の誕生を機にレスキューからは引退としていた大吾であったが、甘粕に説得され、しぶしぶながらも現場へ向かうこととなる。現場に到着するや大吾は、相変わらず危険を顧みない救助作業で崩落地点を突破、見事要救助者を全員生還させる。彼らは世界で「二人のA（エース）」と呼ばれるほどに成長していた。
自分のレスキューの才能が求められる時は誰かにとっての悲劇だ、という事実に葛藤を抱いていた大吾であったが、甘粕の言葉により、「それでも喜び祝福してくれる人がいるから」と大吾はハイパーレスキューへの復帰を決めた。
その後千国市消防局の局長に、五味が就任することとなった。五味は就任に当たり、「災害にエネルギーを吸い取られるなんてまっぴらごめん。みんなが好きなことに情熱（エネルギー）を傾けられる“め”でたい街にしよう」と演説し、物語は幕を閉じる。

### め組の大吾 救国のオレンジ
若き消防官達が特別救助隊員として奮闘する物語。主人公の斧田駿は消防職員2年目にして東京消防庁随一難関と言われている救助選抜試験に1発合格。順風満帆だと思い込んでいた斧田は百戦錬磨の救助隊員の助教、山上恭介の厳しい指導の日々に疲弊していた。そんな中、研修で同じ小隊になった中村雪と十朱大吾と仲間になり、お互いを理解し合いながら共に厳しい研修を乗り越えていく。
一方、前作め組の大吾から登場していた甘粕士郎は、東京消防庁に新たなレスキューのスペシャリスト集団、「め組」を作るべく千国市消防局から招かれていた。数ヶ月後、斧田駿は不破消防署特別救助隊勤務を命ぜられる。そこに居たのは同期の十朱大吾、隊長は斧田達の元教官である山上恭介だった。しかし、初の女性特別救助隊員資格を手にした雪は同じ資格を持つ同期の中で、自分だけ特別救助隊に配置されなかったことにやきもきしている。そんな中、ホテルニュースナイシス火災の合同葬で、社長の獄死についてマスコミから詰め寄られた際、「殺していた」といいかけた所を甘粕に止められ、「め組」の研修に誘われる。

## 主な登場人物
声の項はテレビアニメ版の声優。

### 消防関係者
朝比奈 大吾（あさひな だいご）
声 - 小西克幸
本作の主人公。彼が中央署めだかヶ浜出張所所属の消防士になるところから物語は始まる。高校生の頃は悪ガキでケンカばかりしていた（後にこの時期のことを自己嫌悪している）が、当時担任だった落合先生の進路指導により幼い頃に自宅の火事で死にかけた際消防官に助けられ、消防士に憧れた幼き日の目標を思い出し、努力を重ねた結果見事公務員試験に合格し消防官となった。
道具類の扱いはいつまで経っても上達せず呆れられることがあるが、危機に瀕した命を発見する常人離れした勘と、常識外のアイデアで要救助者の元へ向かう行動力を持つ。それと同時に子供のような精神的な危うさも併せ持ち、要救助者を助けるためなら手段を選ばず、命令違反、部署放棄も厭わない事から、消防と言う組織内でたびたび問題を巻き起こす。しかしながら人命救助に対する情熱と実績は本物で（描写されている限りでは）彼の出場した現場で死者は一人も出ていない。ただし、続編に当たる救国のオレンジでは、彼が出場したホテル火災で140人が死亡している。
死線を潜り抜けるうちに、いつしか命の危険と隣り合わせの現場でこそ生を感じるようになり、現場を求めるようになる。しかし、落合先生の一言で人命救助という本分を忘れかけていた自分に気付くこととなる。激しい自己嫌悪に陥るが、過去に救助した少女の言葉に救われ、立ち直ることができた。その後も様々な経験を経て大きく成長し、「五味さんに勝ちたい」という明確な目標を持つようになる。
建設中の千国国際空港火災にて、崩落現場の中に閉じ込められてしまった五味所長と要救助者2名を救うため、甘粕の知識とサポートを得てメタンガスが充満する循環パイプを踏破し、脱出経路を確保することに成功。レスキュー隊の助力も得て地上へ帰還しようとするが、復路半ばで大吾は酸欠に陥ってしまう。意識が朦朧する中、「なぜ苦しい思いをしながらも、命を賭けて人命救助をするのか？」と自問するが、薄れゆく意識の中で倒れた五味所長に幼き日の自分が重なって見えたことから「要救助者は全て幼き日、火事場に取り残された自分であった、自分自身を助けていたのだからそれは必死になれたはずだ」という答えに辿り着いた。
神田の推薦によって甘粕と共に忍足の提唱する消防機動救助隊（ハイパーレスキュー）に選抜され、発足に向けて通常の業務と講義を両立させる日々の中、落合先生が千国大学の昆虫研究旅行中にスマトラ島で山火事に巻き込まれ窮地に陥っていることを知る。日本の国際緊急援助隊の出発を待てずに、惚れた女を救うため、五味所長の後押しと甘粕の助力を得てインドネシア・スマトラ島へと飛び立つ。現地の消防士バンジャルを仲間に加え、ジャングル奥地の村人を伴って避難してきた千国大学の一団と合流を果たす。しかし落合先生は避難誘導中に崖崩れに巻き込まれており、そこに姿はなかった。大吾は「身内は一番後回し」という信念を貫き、先に村人たちを麓まで送り届けると共に、村の少年に山火事と戦うべきだと説く（言葉は通じなくても何か伝わった様子）。踵を返し捜索を始めて間もなく落合先生を発見、二人は再会を喜び抱擁を交わす。その後数日間 山中を彷徨った後、行きに乗り捨ててきたレンタカーを使い落合先生を逃がすことに成功するが、大吾は車に積んであった予備ガソリンに気づき、外に出すのが精いっぱいで、一人炎の中に取り残されてしまう。憎むべき対象である炎と向き合う大吾は、要救助者を救出し続けることこそが炎への復讐だとして、炎の中にガソリンを投げ入れ、急激な燃焼による酸欠で局地的な消火に成功、危機を脱する。その直後 甘粕・バンジャルの乗るヘリに救助され、最後の力を振り絞って山中を彷徨う間に記憶した泥炭層の分布や火点の現状・予想を紙に描き、同様に落合先生が描き起こしたメモと合わせてその後の消火活動の大きな手助けをした。結果的に消火を支援するはずの多数の機材は無駄となり、援助隊も半ば徒労になったが、それらは大吾という男の価値に転じて、報道されることとなった。
物語の中で特別救助隊（レスキュー隊員）の資格を取り、最終的には消防士長に昇任し新設された消防機動救助隊（ハイパーレスキュー）に所属して活躍し、「世界最高のレスキュー隊員」と称されるほどのレスキュー隊員となった。高校時代の恩師であった落合静香と結婚し、萌という娘も生まれ、親バカと化している。
「救国のオレンジ」では、ホテルニューナイシス火災で多くの人命救助を果たし、伝説の消防士と崇拝されている。その一方で、ネット上では手段を選ばない救助方法が常に賛否両論を呼んでおり、自身の巨大な才能が既存の消防と救助システムでは持て余し混乱を生じさせ、個人と組織が互いを活かしきれなかったことで、詳しい詳細は不明だが、悲劇的な結末を迎えたという記事が出ている。現場を離れた後の詳しい消息や詳細は不明だが、甘粕とは定期的に連絡を取っている様子であり、「め組」を創設しようとしている彼から自身の力が必要だから戻って来ないかと協力を求められていた。その後印刷工場火災後に甘粕の元に現れ、甘粕への協力を明言。自身の持つコネクションを使うことで秘密裏の部隊であった「め組」を公の部隊へと発足させ、甘粕から「め組」の部隊長兼一番員に任命される。国内外問わず多くの支援者がおり、とある人物曰く「貴方には世界中に支援者がいます」と言われている。
前作から髪型が変化しているほか、前作終盤で五味から譲り受けたキャップを被っている。また、甘粕とのやり取りから、50代に近い年齢ながら現役時代相当の肉体を維持している模様。
甘粕 士郎（あまかす しろう）
声 - 子安武人
大吾の消防学校時代の同期生。東署鯨台出張所所属の消防士。イヤミな性格だが成績優秀で努力家。茶髪で視力は両眼ともに2.0だが、レンズの入っていない伊達メガネをかけている（出場時は安全のためか、ゴーグルに付け替えている。ドラマ版では眼鏡自体かけていない）。
大吾とは消防学校時代から衝突を繰り返しており、消防士になってからも度々張り合ったり喧嘩を繰り広げているが、お互い心の底ではライバルとして、同じ消防士として認め合っている。レスキュー隊に憧れを抱き、彼らの武勇伝を大吾相手に熱く語ることもしばしば。大吾と共にレスキュー資格試験に挑み、見事一発合格を果たしている。
レスキュー同期会の場で、大吾の「災害を無くしたい、でも災害が無くなることで自分の存在意義が無くなってしまうのも怖い」という災害が起きることを望んでいるかのような発言に激怒し、本気の大喧嘩に発展する。しかしその直後に発生した消防ヘリ失踪事件で、成り行きから行動を共にした大吾の人命救助に対する意識を見て徐々にその心情を理解するようになる。
普段は大吾を馬鹿にしつつも、大吾をいち早く「天才」と評価する。大吾の様なタイプは周囲のサポートがあってこそ輝くことができ、自分は"サポートする側"の人間だと自負していたが、自らの本質も大吾と同じ"サポートされる側"であることに気づくことになる。自らの求める消防士像とのギャップに苦悩した結果、ハイパーレスキューへの選抜を辞退し、絶縁宣言をして大吾を遠ざけようとする。しかし、海外旅行の知識など全くないままスマトラに飛ぼうとする大吾を放っておけず、大吾が惚れた『落合先生』に興味が湧いたことで同行することを決心、最後まで付き合った。
高校時代から付き合っている彼女がおり、大吾以外では本音でぶつかり合える唯一の相手。その彼女の「私が災害に巻き込まれたら助けに来てくれる？」の問いに「全てを捨てて今すぐに」と答えるが、大吾が実際にそれを行うのを目の当たりにして、自身の言動の軽さに気づくこともあった。
本人曰くカタコトであるそうだが、インドネシアにてバンジャルほか現地人と意思疎通出来るレベルの英語能力がある、インパルスの国外持ち出し用書類を偽造する等、大吾と比較して頭脳派な描写がされている。
後にハイパーレスキューに所属（消防士長・副隊長）し、大吾と共に「2人のA（エース）」（AmakasuとAsahina）と呼ばれることとなる。常に先頭を突き進む大吾を信頼しフォローする立場にある。一方で、ジレンマに苛まれる大吾の心情を察する良き理解者となった。
「救国のオレンジ」では消防監に昇進し、千国市消防局から東京消防庁警防部に赴任。警防課長として新たな救助部隊「め組」結成に奮闘しており、雪をめ組にスカウトする。前作からの容姿の変化として、目の下に傷跡が残っている。
作中ほとんど髪型の変化が少なかった大吾とは対照的に、短髪（初登場時）・長髪（最終話）・センターパートの短髪（救国のオレンジ）と加齢に伴って髪型が変化している。
五味 俊介（ごみ しゅんすけ）消防司令
めだかヶ浜出張所所長。幼い頃の大吾と忍足を救った張本人。好物は甘いもので、特にタイヤキ。競馬が趣味で仕事中競馬新聞を読みながらラジオを聞いている。一見呑気な所長という感じだが先見の明に優れ、過去数々の伝説的な戦歴を持ち、市の消防局では高い人望とカリスマ性を持つ。特に瀕死の重傷を負ってからの復帰戦である『千国市立病院火災』での活躍は著名なようなことである（この現場で、客観的に見て救出は不可能に見えた忍足を救助している）。「ガッツあるぜ」が口癖で、労いと激励を込めて多くの人物に勇気を与えてきた。『GLOBE』（防火服などのメーカー名）と書かれたキャップを常に被っているが、これは15年前（6歳の大吾が五味に救出される前年。この台詞が出た時点では、物語開始から作中で2年が経過している）の重火傷による古傷を隠すためである。老齢による体力の低下で前線から離れた現在では、現場において冷静かつ的確な指揮を執ることが主であるが、自ら筒先を持って消火活動にあたることもある。大吾の未来に多大な期待を寄せており、大吾が問題行動を起こす度に庇ってくれる良き上司。自分を尊敬する大吾に対して、「俺は敗者だ。大火傷を負う前の自分ならもう一歩踏み込んで忍足の母親も救えていた。昔の俺ならもっとやれたんだ」と苦しい心中を吐露している。スマトラ島の山林火災では国際支援に立つハイパーレスキューを基幹とした国際緊急援助隊（国際消防救助隊）の指揮を任される。最終巻では消防局長に就任。
なお大吾の学生時代を描いた番外編『C組の大吾』にも、大吾にとってのスーパーマンとして1コマだけ登場している。モデルはF1レーサーのニキ・ラウダ。
植木（うえき）消防司令補
めだかヶ浜出張所副所長で、大吾が所属する第二小隊（ポンプ車小隊）の小隊長。所長の五味とは長い付き合いで（千国市立病院火災にも同じ隊の隊員として出場している）、五味からは「植木のだんな」と呼ばれている。規律に厳しく、大吾の成長を促すためよく説教するも、温かい目で見守っている。モデルはタレントの植木等。
大野 秋彦（おおの あきひこ）消防副士長
めだかヶ浜出張所第二小隊の消防士。機関員（運転手）の資格を持ち、髭面で大吾の良き先輩。既婚者（第76話で描かれた表札によれば、妻の名前は美鶴。大野自身の名前が判明するのもこの表札である。）。大吾を弟のように思っているらしく、よく大吾をフォローする。レスキュー試験を受けた経験があるところを見ると比較的若手（神田よりは年下の描写をされている）のようである。ピカピカに磨いたポンプ車を「ポンピー」と呼び、愛車の様に愛でていたが、市民会館ホール火災にて閉じ込められた要救助者と中央署レスキュー隊を壁に穴を開けて救出するためにと、大吾に奪われ全損させられてしまう。その責任を問われ、管理不十分で自宅謹慎を言い渡されるが、後に復帰した。
平 一馬（たいら かずま）消防士
めだかヶ浜出張所第二小隊の消防士。当初は中央署ポンプ車小隊員で、め組には新婚旅行で一週間の休暇を取った片平の補充要員（その前に大吾が入院した際も補充要員としてめ組に来ていた）として来ていたが、その後に正式配属となったのか最後までめ組の一員（片平と同じコマに書かれたこともある）として描かれていた。大吾の一年先輩で関西弁を話し、大吾のことを「ボン」と呼ぶ。優れた消火技術を持つが、夜中に水鉄砲でろうそくの火を消して遊ぶなど「火を消す」という行為に多少異常な執着がみられる。『火消し』であることに誇りを持っており、自称『筒先の芸術家（アーティスト）』。そのため筒先を持たないレスキューには興味がない。
猪股（いのまた）消防副士長
めだかヶ浜出張所第二小隊の消防士。同じ小隊の大野とコンビで登場する事が多く、共に大吾の教育係的な描写がされている。
飯塚（いいづか）消防副士長
めだかヶ浜出張所の消防士。
片平（かたひら）
めだかヶ浜出張所の消防士。彼が新婚旅行で休暇をとったときに補充要員として平が配属された。
北条（ほうじょう）消防司令補
めだかヶ浜出張所の2部のポンプ車小隊長（千国市消防局は24時間交代の2部制）。災害現場に楽しそうに向かう大吾に違和感を覚える。
忍足 ミキ（おしたり ミキ）消防司令補
千国市消防局本部警防部救急救助課救助係長。千国市の防災関係のことは何でも知っているため『マザーコンピューター』の異名を持ち、上層部からも一目置かれ、かつ恐れられる存在。ヘビースモーカーで、彼女のデスクに置かれた灰皿には吸殻が山盛りになっている。幼い頃は体が弱く、入院していた千国市立病院で火災に遭い（本人の回想によると、この時は中学生。）、救助されるも腕に火傷を負って母を失う。母を奪った災害を憎み、強くなることを決意し消防の道へと足を踏み入れた。トラウマの地である病院火災の跡地を無意識のうちに避けていたが、その忌まわしき地で炎に包まれた大吾の消火を行ったことで、病院火災の記録と向き合うことができた。幼い日の自分を救助した五味に「少女の近くに母親はいなかったのか？」と問い詰め、「少女の母親と思われる人物が倒れていたが、救出は不可能と判断し脱出した」との回答を得る。客観的データからシミュレートした結果、自分が救助されたこと自体が奇跡的で、母の救出は不可能だったことを理解しており、五味にその少女が自分であることを告げ、敬意を以て感謝した。
ハイパーレスキュー構想を提唱し、消防ヘリやインパルス消火システムなどの災害対策装備の充実によって積極的防災を進めるが、災害現場で命の危機に晒される事がない立場であるため、大吾からは「本部で椅子に座っているだけの気楽な人」と自身の役割を軽視・侮辱されてしまう。そのことについては後に大吾も忍足の真剣さを目の当たりにして考えを改め、後悔していたが、忍足自身も「あと数年遅く生まれていればあなたたちと同じように前線で戦えていたのに」と少なからず気にしており、大吾を責める事はなかった。最終話では異例の若さ（作中の描写から計算すると30代半ば）で消防司令長に昇進、眼鏡をかけるようになった。消防局長補佐に内定しており、いずれ女性としては初の消防局長になるのではと周囲から囁かれている。大吾の才能を認める数少ない上層部の一人。
近藤 純（こんどう じゅん）
大吾の高校時代の後輩。高校卒業後は千国大学へ進学。大吾のことが好きで度々め組に顔を出す。大吾をめぐって落合先生を敵視し、憧れの大吾に近付くために消防官を目指す。後に見事消防官になり、忍足にも認められる存在に。『マザーコンピューター2代目』になるのではと周囲から囁かれている。しかし大吾への恋は報われることはなかった。
神田 恵（かんだ けい）消防士長
臨港署特別救助隊（レスキュー）副隊長。優れた救助能力を持ち『千国のエース』の異名を持つ熱血漢。五味所長を尊敬している。大吾がレスキューを目指すきっかけとなった人物。レスキュー研修では助教を務め、大吾と甘粕を担当した。大吾の資質を認めながらもリスクを考えないやり方が許せず、特に千国沖国際空港火災を機にハイパーレスキューの創設と隊長就任が決定した際は、「自分の監視下に置いておく」として大吾の階級章（千国沖国際空港火災の際の単独行動で懲戒免職を覚悟した大吾が、辞表代わりにと忍足に渡したもの。忍足も大吾をハイパーレスキュー隊員にと考えていたのか、神田に預けていた。）を突き返し、甘粕共々隊員に推薦した。最終巻ではハイパーレスキュー隊長・消防司令補。副隊長となった甘粕を「士郎」と呼んでいる。
バンジャル
インドネシア・ランプンの消防官。母国で甚大な被害を生んできた山火事を憎んでおり、消火を他国に頼っている自国の消防に不満を募らせている。大吾達からインパルス消火システムを強奪し単身要救助者の元へ向かおうとするが、大吾達と協力することになる。火災鎮圧後、大吾からインパルスを譲り受ける。
谷 啓太（たに けいた）消防司令補
めだか浜出張所の救急隊隊長。温厚な人物だが、傷病者救助にすべてをかける熱血漢。植木と同じく五味とは長い付き合いで、かつて五味の活躍を目にして「かなわない」と思い、救急隊の道を選んだ。救急隊に臨時配属された大吾の活躍を見て五味との共通点を見出し、その資質を高く評価するようになる。モデルはタレントの谷啓。
影山（かげやま）消防副士長
めだかヶ浜出張所の救急隊隊員。救急車の機関員（運転手）として高い技量を持つ。モデルはレーサーの影山正彦（もしくは影山正美）。
白石 保（しらいし たもつ）消防司令補
中央署特別救助隊隊長。中央街道で起きた追突事故の際に初めて大吾と出会い、その資質を見抜いていた人物の一人。市民会館ホール火災の際には、要救助者とともに大吾に助けられた。大吾がポンプ車を奪って市民ホールに突撃したことについては「武器になるものは何でも使う、常識に縛られていたら何度命を落としていたか分からない」と言い、その行動を擁護。大吾がレスキューの補充要員として一週間だけ出向して来た時は内心喜び、その成長に期待した。
来栖（くるす）消防監
千国市消防局警防部長。やや官僚的な人物で、強引な面を持つ忍足や掴みどころのない五味、一本気な神田と言った面々を苦手としている他、常識外の行動をとる大吾を理解できないでいる（特に大吾と忍足は来栖曰く「何となく似ている」。ちなみにこの2人にはかつて災害現場で五味に救出された事がきっかけで消防官になった共通点がある）。演説好きで空気を読めない一面もあるが、消防士の能力を見る目はあり、特に甘粕の資質を早くから評価していた。
永井（ながい）消防司令長
千国市消防局中央署長。常軌を逸した行動を取った大吾に対し自宅謹慎の処分を行う。
荒（あら）消防司令
千国市消防局警防部所属で特別救助隊の責任者。救助関係の研修で教官を務める事が多く、研修生からは鬼教官として恐れられている。元特別救助隊隊長。局内では切れ者と評されるが、五味は「悪い方に切れなければ」という条件付きに加え、教官としての資質については疑問視している。現場から退いて以降、退屈な日々を送っていたが、大吾に興味を持ち自身の一存で大吾の懲戒免職処分を差し止める。面白そうな『おもちゃ』である彼をレスキュー試験に合格させて（特例合格ではあるが、この事を来栖に詰問された際の台詞によれば「成績は合格レベルだから問題はない」との事）、レスキュー研修中に危険ないたずらを仕掛けようとしたが、大吾自身の危機察知能力と神田が目を光らせていた事から未遂に終わっている。大吾と同等の危機察知能力を備えており、極限の災害現場にこそ自分の生きがいを見出す点で大吾を自分と同類であると評価するが、研修中に発生したガス爆発現場に出動した際、「椅子に背広を掛けっぱなしだった」違和感だけを頼りに要救助者の存在を確信し撤退を拒んだ大吾のそれは自分と違うことを痛感。その資質を認めながらも恐れるようになる。なお神田曰く、この一件以降は憑き物が落ちたかのように性格が丸くなったとの事だが、その後も鬼教官ぶりは衰えていない。モデルはF1レーサーのアラン・プロスト。

### その他
落合 静香（おちあい しずか）
本作のヒロイン。神奈川県立めだかヶ浜高校の教師で担当科目は理科。大吾の高校時代の担任。口癖は「あらー」。毎日ケンカに明け暮れていた大吾に消防官の夢を思い出させ、その道に進む事を決意させる。番外編『C組の大吾』登場時は背中まで伸びるロングヘアーだったが、趣味のクワガタ採りで邪魔になるという理由でショートヘアーにした。何事にも動じない穏やかな性格だが、閉所恐怖症という弱点があり、大吾の事では感情的になることも。純とお互いの大吾に対する考え方をぶつけ合い突き飛ばし合うシーンは本作の名場面の1つ。幼い頃から兄の影響で昆虫に興味を持ち、大吾の生き方に影響を受け小さい頃からの夢である昆虫の学者を目指す事に。初めは気がかりな元生徒である大吾の身を案じていたが、彼が決して他人の命のためだけに身を投げ出す聖者ではなく、自分の生きる意味を見出すために戦い続ける一人の人間であることを知って以来、徐々に大吾が気になる様子が描かれる。作中では大吾と食事の約束、もしくは会うたびに（主に大吾が）災害に巻き込まれ、反故になっているが、後に大吾と結婚し、萌という娘を出産。念願叶って昆虫学者となり、博士号も取得した。
ジル
大吾の愛犬。大吾の初めての要救助者。大吾が幼い頃に拾われた。普段はほとんど寝ている。大吾はジルを大切にしており、“ジルがいなかったら消防官になっていなかった”とも言っている。最終話で大吾達が帰国した際には寿命で亡くなっていた。人間の年齢でとっくに100歳を超えていたらしい。物語の最後に大吾の夢に現れて、感謝と別れの言葉を残し去っていった。ジルの名前はジル・ヴィルヌーヴがモデル。
丘野 明（おかの あきら）
陽光新聞社千国支局社会部の記者で消防番。始めは大吾の無茶な救助方法に怒りを覚え、ペンの力で彼を抹殺しようと敵視するも、自身も大吾に救出される。大吾の才能に気付いて以降は良き情報提供者となり、その身を案じるようになる。
阿部 まどか（あべ まどか）
昆布山・山林火災の被災者の少女。拾った子犬にジャックという名前を付けて家で飼いたいと願うも母親に反対され、ジャックを抱いて夜の昆布山で途方に暮れていたところを、消火活動中の大吾に救助される。五味が母親を説得したことでジャックを飼うことを許してもらうことができた。後に大吾が防災訓練で訪れた小学校で再会。自己嫌悪に陥っていた大吾の心を真っ直ぐな言葉で救った。
朝比奈 萌（あさひな もえ）
大吾と落合先生の娘。大吾がベタ惚れで、まだ生後7ヶ月にも関わらず、嫁には出さないと決められている。観衆の大歓声にも動じない肝の据わった赤ん坊。大吾曰く落合先生に似ているらしい。

### 救国のオレンジ
十朱 大吾（とあけ だいご）消防士
声 - 榎木淳弥
「救国のオレンジ」の主人公で、階級は消防士。不破消防署特別救助隊員。研修終了直後に救助隊員に選ばれ、駿より半年早く特別救助隊員になった。駿からは「救助の神様から味方されたやつ」と言われている。内向的で口数が少ないが、救助活動を行うためなら自分の肩を外すなどの強烈な自己犠牲を躊躇なく行うため、山上隊長からは「監視が必要」と言われている。10年前に父親の経営するホテルニューナイシスが大規模な火災に見舞われ、延焼に至った理由が消防設備などの不備によるものであったために父親が逮捕されて獄死に至った過去を持つ。この事が理由でいじめられ、怪我をして入院するが、入院中にニューナイシス火災に出場した朝比奈大吾の見舞いを受け、彼から特別救助隊員になって引退までにホテルニューナイシス火災で亡くなった人数と同じ140人を救えと言う、励ましで消防職員を志した。その後、母親の自殺未遂などもあり叔母の家である十朱家に引き取られ、名前も変えた方が良いという叔母の勧めに従い、自らの名を朝日奈大吾から取って十朱大吾へと改名した（そのため本名は不明）。以来、自分が救助した実感のある要救助者は全て記録している。母親は自殺未遂によって現在植物状態となって入院している。
斧田 駿（おのだ しゅん）消防士
声 - 八代拓
「救国のオレンジ」のもう一人の主人公で、階級は消防士。不破消防署特別救助隊員。本作はかなり多くの場面が彼の視点で描かれている。大吾と異なり感情表現が豊か。新人救助隊員として不破特別救助隊の面々に刺激され、成長していく。実家の神社でボヤがあり、それに対応するために来た部隊の多さに感激し、消防職員を志した。また、高校の同級生である雪の事が好きで消防職員を目指したとも言っている。同期である大吾とは良きライバルであり、お互い助け合いながら成長していく。特別救助隊員になって1年後に入院していた祖母の見舞いに来た際に、隣の病室に入院している母の見舞いに来ていた大吾と会い、彼から自身がホテルニューナイシスの社長の息子と言う事実を知らされた。いざという時にかつての朝日奈大吾を彷彿とさせる無茶をやらかすため、十朱大吾をしてあいつに比べたら俺は普通ですと言わしめた。甘粕からは、勘が良い、朝日奈っぽいと評価されている。
印刷工場火災で救助者を助けようとして瀕死の重症を負い、一命を取り留めた後、朝日奈大吾の協力によってアメリカのリハビリ施設で復帰に向けてリハビリを行っている。
中村 雪（なかむら ゆき）消防士
声 - 佐倉綾音
「救国のオレンジ」のメインヒロインで、階級は消防士⇒消防副士長。東京消防庁初の女性特別救助隊員資格を得るも救助隊員は拝命できず、「神様は不公平だ」と漏らしている。駿の高校時代の同級生かつ片思い相手。ホテルニューナイシス火災で家族全員を亡くすが、彼女だけ、千国市消防局から応援に駆けつけた朝比奈大吾に救助され、一命を取り留めた。このことから朝比奈大吾を自身の英雄だと尊敬している。甘粕に誘われて救助の特殊部隊「め組」に誘われ、研修に明け暮れていたが、甘粕からの辞令で箙消防署特別救助隊へと転属になった。
山上 恭介（やまがみ きょうすけ）消防司令補
声 - 稲田徹
不破特別救助隊長で、階級は消防司令補。消防救助機動部隊での活動実績もあるレスキューのスペシャリスト。駿、大吾、雪の救助技術研修教官を務める。研修中、大吾がホテルニューナイシスの社長の息子であることを見抜く。研修で大吾が自分自身を異常なまでに追い込む様子を見て監視が必要と思い、大吾を救助隊員にする時には自身の隊にと甘粕に頼んでいた。だが、ともに災害現場に出場するうちに、大吾の抱えるプレッシャーや追い込み方が自身の想像以上のものであることを痛感し、大吾の心を安定させるべく再度甘粕に要望して、斧田を不破特別救助隊に呼び寄せた。救助隊長として隊員を危険に晒している葛藤と駿が重症を負った責任から隊長としての器ではないと消防学校への異動を願い出るが、甘粕から「め組には正常な感覚を持った人間が必要」とめ組に勧誘される。
五十嵐 哲平（いがらし てっぺい）消防士長
声 - 武内駿輔
不破特別救助隊1番員。階級は消防士長。隊のまとめ役で皆のアニキ的存在。
碓井 陸（うすい りく）消防副士長
声 - 小野塚貴志
不破特別救助隊2番員。階級は消防副士長。
椿 拓人（つばき たくと）消防士長
声 - 佐藤拓也
不破特別救助機関員。階級は消防士長。献身的でメンバーを支える存在。
永田 桜（ながた さくら）
声 - 井上麻里奈
『シャカリキ!』に登場したヒロインの「永田桜」と同一人物。本作では日の本大学病院救命センターの医師で、DMAT（災害派遣医療チーム）に所属している。
アルトーネン 響（あるとーねん とよむ）
声 - 日笠陽子
階級は消防士長。中村雪と同時期に「め組」にスカウトされ、研修に勤しんでいる。メカニックやパソコンなどに長けている。

## 作中の災害／事故（時系軸順）
- 千国市立病院火災

15年前に起きた大規模火災。五味と植木も出場している。幼い頃の忍足がこの病院に入院しており被災者となるが、五味に救助される。五味の出場したこの火災は、千国市消防局の消防士の間で『伝説の出場』と語り継がれる。
- えび谷・熱泉寺火災

15年前に五味の休暇先で起こった。五味率いる住民総出のバケツリレーで、奇跡的に全焼を防いだ。
- めだかヶ浜・民家火災

12年前に起きた民家火災。ある消防官に救助された少年は、その消防官に憧れて、自らも消防官を目指す事になる。
- なぎさ町・民家ガス漏れ事故

大吾が初出場した。現場はなぎさ町5丁目1番地3号。
- 神奈川県立めだかヶ浜高等学校火災

大吾の出身校での火災。なお、なぎさ町・民家ガス漏れ事故鎮火直後の火災である。本来ならコンクリート造りの校舎は燃えにくいはずだが、文化祭の準備で校内の至る所に燃えぐさがあった為、被害が拡大してしまった。大吾は保健教諭の中村先生を救助。
- あけぼの町・雑草火災／連続放火事件

現場はあけぼの町2丁目7番地2号、2丁目11番地9号、4丁目など。
- 中央街道車両追突事故

大吾が非番で偶然居合わせた近所で事故が発生。大吾は子供一人とその父親を救助、事故車両の高架下への落下を防いだ。
- 鮫肌市・民家火災

管外出火。現場は鮫肌市青葉5丁目5番地1号鷺沼宅。大吾は高熱で意識が朦朧とする中、住人の為に位牌を取りに行き、無意識のうちに命令違反（持ち場放棄）をしてしまう。
ちなみに話の流れは異なるが、ドラマ版でも大吾が炎上する家屋から位牌を持ち出して住人に手渡すエピソードが描かれた。
- 煮干野・廃屋木造アパート火災

管外出火。ツバメが巣を作る習性を元に大吾は人命検索でも見つからなかった廃屋に住み着いている男性を救助。ドラマ版の最終回はこの話が基となっている。
- しらす平・民家火災

鯨台出張所の管轄。なお、要救助者一名が死亡。甘粕に大きなトラウマを残した。
ドラマ版終盤で植木が殉職して大吾にトラウマを植え付けるストーリーは、このエピソードからの引用と思われる。
- 千国川異常増水

大吾は非番招集。台風接近で異常増水した川に子どもが流され、甘粕が川に飛び込み救助するも自身は濁流に流されしまう。大吾もまた甘粕を救助するために川へ飛び込んだ。
- めだかヶ浜商店街・アーケード内蕎麦屋「大黒庵」小火

布団にタバコの火がついたことが原因。ボヤで済んだため消防の出動は徒労に終わる。
- めだかヶ浜商店街・アーケード火災

『大黒庵』でボヤを出した夜の火災。大黒庵の主人が平のいいつけを守らず布団を風呂に沈めていなかったために再出火。大吾は平と共に堀江屋の娘を救出。
- 鯨台・トラ脱走事件

市条例に違反してトラを飼っていた男性宅からトラが脱走。鯨台町の吉田さんの通報で、消防（甘粕も出場、さすがにうろたえていた）と警察、猟友会のハンターなどが出動し、30分後に麻酔銃で捕獲。トラは千国市保健所に収容され、近日中に都内の動物園に引き取られることになった。
- めだかヶ浜・ナカジマビルトラ侵入事件

鯨台のトラ脱走事件と同日の深夜。保健所に収容されていたトラが脱走。現場は町名不明3丁目ナカジマビル。大吾がナカジマビルの管理人と旧知ということで、居合わせたところに事件が発生。トラを屋上に追い出し事なきを得た。なお、この事件で大吾は陽光新聞の消防番である丘野に目をつけられてしまう。
- 東条マート火災

現場はめだかヶ浜駅前、東条マートめだかヶ浜店。死者ゼロという結果に終わったが、大吾の取った救助方法はビルが爆発の寸前とは言え“要救助者を建物の5階から下の保護マットに放り出す”という極めて危険なものであったということで、大吾は謹慎処分に。（本人は悪い事はしていないと主張したが、脚を骨折した事もあり、どのみち出勤は出来ない立場となった）
この事件は良くも悪くも大吾の名前が千国市消防局中に広まる切っ掛けとなり、レスキュー資格試験に挑む者が揃って大吾を「東条マートの男」と恐れていたように、この事件に対する見方が志の高さのバロメーターとして描かれた。特にレスキュー研修の前後で荒、忍足、丘野が大吾の経験した修羅場を回想するくだりが描かれた際には、ビルの５階から地上にダイブして間一髪爆発を逃れたと言う事で、その全てで筆頭に挙げられている。
- ホテル火災

めだかヶ浜出張所1部20人の慰安旅行先のホテル。増築を繰り返し複雑な構造になっていたホテル内は非常口さえもアテにならず、大吾は屋上から隣の建物へベンチを伸ばし、長さが足りない分を自身の体で支えてることで橋を作り、逃げ遅れた人々を避難させる。しかし、左肩を脱臼、一酸化炭素中毒によって作中で最も危険な状態にまで追い込まれてしまった。偶然居合わせた陽光新聞記者・丘野もこの一件で大吾に救出されてからは大吾に一目置くようになる。この一件以降、大吾が毎回負傷し続けるという状況に周囲の知人が怯えていく（ここまでの出場で大吾の負傷、入院の数は極めて多い）。
- めだかヶ浜・民家火災

現場はめだかヶ浜町2丁目1番地12号。
- あさり第一中学校転落事故

大吾が救急隊の職務中。現場はあさり町2丁目2番地2号、あさり第一中学校。
- 交通事故3回

大吾が救急隊の職務中。
- 千国峠・土砂崩れ／交通事故

大吾が救急隊の職務中。大吾は身動きも連絡もできなくなった救急車に代わり、豪雨の道なき斜面を傷病者を担いで駆け下り救急搬送した。
- 千国バイパス交通事故

管外出動。大吾らは延焼に備え待機。臨港署特別救助隊がヘリで出動し人命救助と事故車の撤去作業を行う。
- GVビル屋上大型クレーン倒壊事故

千国バイパスの交通事故の現場出場中に大吾が異変に気付き、持ち場放棄する形で現場に駆けつける。倒壊したクレーンの落下予想地点にタンクローリーがいた為、大吾はフォークリフトとクレーンをロープで結び、『死の綱引き』の結果 内側に倒すことで大惨事を回避した。異変に気付いた五味の個人的な頼みで、臨港レスキューはビルの上空を通過して帰投する際に危機を知るが、これを防ぐ術が見つからず悔しい想いをすることになった。神田が大吾の"実戦"を目の当たりにした最初の機会。
- 昆布山・山林火災

現場は昆布町2丁目昆布山。大吾は小学生の女の子（と子犬）を発見、防火服の中で抱きかかえながら炎と煙から逃れるため徹夜で山中を走り回り、最後は雨によって消火され無事救助した。翌日、満身創痍の状態でレスキュー隊員採用試験に挑むことになる。
- 市民会館ホール火災

管外出火。レスキュー隊も脱出不可能な状況で、五味が壁面破壊の為に工作車を呼ぶが、それを待たず大吾がめ組のポンプ車をホールの外壁に突貫させて穴を空け救助。ポンプ車は全損した。なお、この救助劇は極めて危険な行為であることは言うまでもなく、管理責任者である大野機関員が大吾の問題行動を庇う形で管理不十分ということで謹慎処分に。
- 千国サウスイースト火災

現場は千国市緑区サウスイーストビル。なお、市民会館ホール火災での問題行動の真相をレスキュー試験の面接で全て話した大吾が、懲戒免職を覚悟した上での職場放棄で落合先生と出かけていたところに火災が発生した。ゴンドラで宙吊りになり気絶していた作業員を救助、その模様は撮影され広く報道された。大吾が英雄として取り上げられてしまったため、消防局本部内で大吾の処分に関して紛糾することとなった。
- 栢野台・団地ガス爆発事故

現場は栢野台6丁目の栢野台団地507号室成田宅。荒教官はレスキュー研修中の消防士をここから出場させた方が早いと判断し、大吾を現場に連れて行きたいがために彼の所属する小隊を指名して現場に出場。バックドラフト現象が起きる程部屋の中は危険な状態であった。大吾は自身の経験から、燃えていた椅子に掛かっていた背広を見て部屋にまだ人がいるのではないかと思い、実際にベランダで瓦礫に埋もれていた家の主人を救助する。
- 千国街道タンクローリー横転／塩化水素ガス発生事故

非番中に偶然に現場近くに居合わせた大吾は、事故対応中のめだかヶ浜出張所2部の活動に進んで参加する。横転したタンクローリーから流出した塩化第二スズが排水溝を伝って住宅街へ達し塩化水素ガスを発生させた。
- 土砂崩れ

大吾が塩化水素ガス発生事故でガスが広がるのを防ぐためにこれを利用して、なんとかガスを処理することに成功する。
- もずく町・病院火災

現場はもずく町太田病院（大吾がよく入院していた病院）。大吾のおばあちゃんが入院していたところで火災が発生した（壁内での低温着火）。大吾の機転で大事に至らず鎮火。
- 臨海地区埋め立て地・ヘリコプター墜落事故

大吾は非番招集。消防局で設備増強のため買い付けたヘリが突如行方不明になり、非番の職員をかき集めて捜索。忍足が場所の見当をつけ、大吾が現地で負傷した副操縦士を発見し、不時着させた場所を特定。ヘリも十分修復可能な範囲の破損であった。なお、この功績が認められ、後に大吾は消防フェスティバルで表彰を受けることに。『ヘリの捜索』をしていた忍足と甘粕、『操縦士の捜索』をしていた大吾。人命救助の意識の違いを見せつけられた甘粕は徐々に大吾を認めるようになる。
- えび谷・山林火災

休暇を命じられた大吾が来ていた保養地での火災。現地の消防団が対応した。
- スーパー・ハマチ堂駐車場車両炎上火災

管外出火。現場は緑区はまち町2丁目3番地。千国市立病院跡地。インパルス消火システムの初陣。大吾を含むインパルス装備者で構成された臨時の小隊が消火にあたっていたが、炎上した車の中で積んであった有機溶剤に引火し爆発。大吾の全身が一瞬だけ炎上するというアクシデントがあったが、忍足の迅速な対応により軽症で済む。
- 千国市国際空港工事現場爆発事故

め組と鯨台の共同管轄だった千国沖国際空港建設現場での火災。大吾は前回の現場でのアクシデントをひきずってしまい、足が竦んでしまっていたが、地下を見回っていた五味と、共に地下に閉じ込められた要救助者の危機に発奮、甘粕から循環用パイプを潜り抜ける方法をアドバイスされ、内部にメタンガスが充満しているというかなり危険な状況にも関わらずこれを敢行する。なお、千国市防災史上最悪の事件として永遠に語り継がれていくこととなった。
- 千国市・民家火災

大吾がハイパーレスキューの研修中に出場した火災。
- インドネシア・スマトラ島南部森林火災

インドネシア・スマトラ島で毎年起きている森林火災に、大学の調査研究旅行でその地を訪れていた落合先生が巻き込まれ行方不明になったとの知らせを受ける。大吾はなりふり構わずインパルスを持ってスマトラ島まで駆けつけようとするが、大吾だけでは出国もままならないということで彼の心情を察した甘粕も同行した。そして、現地での救助には現地の消防士バンジャルも協力した。今回の大吾の行動はインパルス消火システムの無断持ち出し（出国の際には甘粕が書類を偽装した）ということで犯罪とまで言われているが、五味が公式に国際消防救助隊を送り出す際に国際緊急援助隊の指揮官に着任し、なんとかとりなした。なお、今回の大吾の功績は死者を1人も出さず被災者も救出、なおかつホットスポット（自然の山火事の火点）のモニタリングをも行ったことから、レスキュー隊員45人、及び最新の設備装置一式以上の価値に及ぶとされ、後にスマトラの奇跡と呼ばれる。
また、落合先生が見つけた新種のコガネムシが熱に強い特性があるのかホットスポットから逃げるのが遅い―ホットスポットの調査に大いに役立つとされたという。彼女が希望した新種のコガネムシの学名は「"Phyllopertha diversa Daigo"ダイゴコガネ」彼女もまたこのコガネムシを見つけたことからスマトラの奇跡の功労者とされ、彼女の夢であった昆虫学者への道に近づいたようだ。
- 北海道トンネル火災

大吾がハイパーレスキューに所属以後の火災。スマトラ島の次の年の火災のようで、その筋ではかなり有名な事件のようである。
- ワルシャワビル倒壊事故

大吾がハイパーレスキューに所属以後の事故。
- グルジア地震

ワルシャワのビル倒壊事故と同じ年に発生した。大吾がハイパーレスキューに所属以後の事故。
- マンハッタン地下鉄7号線地盤崩落事故

スマトラ島の火災から7年後、アメリカ・ニューヨークのマンハッタンで起こった事故で、地下鉄新線の開通祝賀運転をしていたところに崩落事故が発生した。幸い人が乗っていた車両はつぶれていなかったということで、千国市ハイパーレスキューも駆けつける。大吾は休暇中（育児休暇）だったがたまたまニューヨークで休暇を過ごしていたため、現場の隊員達と観衆のたっての希望での出場となった。
- 最後の出場

大吾が帰国して、今はもう亡くなった愛犬ジルの夢から醒めた直後に出場を告げるベルが鳴る。かつて五味所長から譲られた帽士をかぶり、大吾は出場してゆく。

### め組の大吾 救国のオレンジ
- ホテルニュースナイシス火災

本作開始前に発生した大規模火災。雪の家族を含む140人が犠牲になったほか、延焼原因が消防設備の不備が理由であったために社長を務めていた十朱大吾の父親が逮捕されている。
- 中華料理店ガス爆発事故

斧田駿が不破救助に配置されたその日に発生。中華暁天の厨房より出火。ガス爆発により建物が崩壊し、要救助者1名が取り残されていた。大吾の突拍子もない活動により建物の完全崩落が起きる寸前で要救助者を救助することに成功する。

## サブタイトルリスト
1.火事場のバカヤロー
2.炎の洗礼
3.決死のヤセがまん
4.夜明けの鐘
5.隣のあんちくしょう
6.消火栓ウォーズ
7.水はどうした!?
8.勝負の果てに
9.女難レスキュー
10.生と死のバランス
11.闘志の報酬
12.プロの掟
13.ツバメの棲む家
14.屋根裏の住人
15.雨の訪問者
16.死の水圧
17.てめえにだけは
18.種火参上
19.深夜の一騎打ち
20.めでたいめ組
21.頼られた消防官
22.狩り場の二人
23.バトル!
24.思い出の朝
25.噂の男
26.五階の待ち人
27.おまえから飛べ!
28.許されざる者
29.ブロークンハート
30.救助技術大会の花形
31.森にいた少年
32.旅の宿にて
33.生への先導者
34.黒煙の迷路
35.命の橋
36.誰が信じる?
37.心配な英雄（ヒーロー）
38.その一歩を待て!
39.生きて帰れ
40.救急搬送
41.峠を越えて
42.遠い灯（あかり）
43.完全燃焼
44.特別救助隊参上
45.合同大演習
46.オレンジの値打ち
47.千国バイパス高架線
48.白昼の修羅場
49.空のハンマー
50.死の綱引き
51.最後の一跳び
52.狼たちの対話
53.そびえ立つ難問
54.追いかける!
55.大切な明日
56.夜の祈り
57.捨てちゃいけない
58.明日への山道
59.何が起こるのか
60.試験の朝
61.終わりなき一日
62.崖っぷち
63.嘘の正体
64.それぞれの理由
65.君を呼ぶ声
66.午後の超特急
67.男たちの延焼
68.復讐の誓い
69.早すぎた前進
70.届かない場所
71.絶縁水域
72.勝てると思った
73.突撃
74.激突!
75.壁の穴
76.蛮行のいけにえ
77.正しい資質（ライト・スタッフ）
78.遅すぎた変身
79.私の志願理由
80.オネスティー
81.こわいものなし
82.行きどまりの空
83.どうしておれが
84.振り子に乗って
85.他人の仕事
86.それを見た人々
87.英雄の行方
88.朝比奈買います
89.特救（レスキュー）研修初日
90.新しい仲間
91.同類見つかる
92.その日が来た
93.破れた温室
94.おれは今ここに
95.充実の瞬間
96.もっと向こう
97.死地に生きる
98.狼たちの沈黙
99.リスタート
100.分かれ道
101.追跡
102.森の周辺
103.風に運ばれて
104.坂の上の雨
105.今は何よりも
106.斜面の下
107.誰（た）がために登る
108.最後の一歩
109.壊れた動機
110.来訪者たち
111.事務官のルール
112.初めてのオレンジ
113.空からの帰り道
114.クロス・カントリー
115.イン・ザ・ホスピタル
116.疑わしきは…!?
117.何もない証拠
118.本当の顔
119.百年の計
120.それぞれの役割
121.市内に消ゆ
122.私の街
123.大吾の捜し物
124.“等”
125.春の再会
126.フェスティバル
127.休養命令
128.えび谷消防少年団
129.バケツの伝説
130.スゲー消防士
131.真の英雄
132.新兵器を手に
133.因縁の地
134.至近距離
135.爆発
136.悪夢よさらば
137.あるエピローグ
138.真っ赤な記憶
139.海からの風
140.傷ついた本能
141.真意
142.危機発覚
143.重大な決意
144.ギリギリの選択
145.決断
146.バカ者到着
147.地の果てで
148.とっさの閃き
149.深遠なる動機（モティーフ）
150.第三の手（ザ・サード・ハンド）
151.英雄行為（ヒロイック・アクション）とその代償
152.認めたくない言葉
153.会いたいヒト
154.静かな歩み
155.同じ…（ジャスト・セイム）
156.熱き独白（モノローグ）
157.今できること
158.猶予なき事態
159.逮捕!?!
160.優しい言葉
161.敗者
162.ある運命（ディスティニィ）
163.赤の他人
164.邂逅
165.疎通
166.華麗なるデジャヴュ
167.戻れない道
168.神聖なる順序
169.包まれて…
170.窮地
171.帰還への意志
172.放火!?!
173.復讐戦（ザ・リターン・マッチ）
174.戦果
175.成長の果て
176.帰途
177.悲しき才能
178.理解（アンダースタンディング）
179.可能性
180.め組消滅!?!
最終話.そして、再び…

## 書誌情報

### 単行本
- 曽田正人 『め組の大吾』 小学館〈少年サンデーコミックス〉、全20巻
  1. 1996年2月15日初版第1刷発行（1月18日発売[14]）、ISBN 4-09-123681-2
  2. 1996年4月15日初版第1刷発行（3月18日発売[15]）、ISBN 4-09-123682-0
  3. 1996年7月15日初版第1刷発行（6月18日発売[16]）、ISBN 4-09-123683-9
  4. 1996年9月15日初版第1刷発行（8月10日発売[17]）、ISBN 4-09-123684-7
  5. 1996年12月15日初版第1刷発行（11月18日発売[18]）、ISBN 4-09-123685-5
  6. 1997年3月15日初版第1刷発行（2月18日発売[19]）、ISBN 4-09-123686-3
  7. 1997年4月15日初版第1刷発行（3月18日発売[20]）、ISBN 4-09-123687-1
  8. 1997年7月15日初版第1刷発行（6月18日発売[21]）、ISBN 4-09-123688-X
  9. 1997年10月15日初版第1刷発行（9月18日発売[22]）、ISBN 4-09-123689-8
  10. 1997年12月15日初版第1刷発行（11月18日発売[23]）、ISBN 4-09-123690-1
  11. 1998年3月15日初版第1刷発行（2月18日発売[24]）、ISBN 4-09-125341-5
  12. 1998年6月15日初版第1刷発行（4月18日発売[25]）、ISBN 4-09-125342-3
  13. 1998年7月15日初版第1刷発行（6月18日発売[26]）、ISBN 4-09-125343-1
  14. 1998年10月15日初版第1刷発行（9月18日発売[27]）、ISBN 4-09-125344-X
  15. 1999年1月15日初版第1刷発行（1998年12月10日発売[28]）、ISBN 4-09-125345-8
  16. 1999年4月15日初版第1刷発行（3月18日発売[29]）、ISBN 4-09-125346-6
  17. 1999年5月15日初版第1刷発行（4月17日発売[30]）、ISBN 4-09-125347-4
  18. 1999年7月15日初版第1刷発行（6月16日発売[31]）、ISBN 4-09-125348-2
  19. 1999年8月初版第1刷発行（7月17日発売[32]）、ISBN 4-09-125349-0
  20. 1999年9月初版第1刷発行（8月7日発売[33]）、ISBN 4-09-125350-4

### ワイド版
- 曽田正人 『め組の大吾』 小学館〈週刊少年サンデーコミックスワイド版〉、全10巻
  1. 2001年8月発行[34]、ISBN 4-09-126761-0
  2. 2001年10月発行[35]、ISBN 4-09-126762-9
  3. 2001年12月発行[36]、ISBN 4-09-126763-7
  4. 2002年2月発行[37]、ISBN 4-09-126764-5
  5. 2002年4月発行[38]、ISBN 4-09-126765-3
  6. 2002年6月発行[39]、ISBN 4-09-126766-1
  7. 2002年8月発行[40]、ISBN 4-09-126767-X
  8. 2002年10月発行[41]、ISBN 4-09-126768-8
  9. 2002年12月発行[42]、ISBN 4-09-126769-6
  10. 2003年2月発行[43]、ISBN 4-09-126770-X

### 文庫版
- 曽田正人 『め組の大吾』 小学館〈小学館文庫〉、全11巻
  1. 2005年10月4日発売[44]、ISBN 4-09-193631-8
  2. 2005年10月4日発売[45]、ISBN 4-09-193632-6
  3. 2005年11月15日発売[46]、ISBN 4-09-193633-4
  4. 2005年11月15日発売[47]、ISBN 4-09-193634-2
  5. 2005年12月15日発売[48]、ISBN 4-09-193635-0
  6. 2005年12月15日発売[49]、ISBN 4-09-193636-9
  7. 2006年1月14日発売[50]、ISBN 4-09-193637-7
  8. 2006年2月15日発売[51]、ISBN 4-09-193638-5
  9. 2006年3月15日発売[52]、ISBN 4-09-193639-3
  10. 2006年4月15日発売[53]、ISBN 4-09-193640-7
  11. 2006年4月15日発売[54]、ISBN 4-09-193641-5

### め組の大吾 救国のオレンジ
- 曽田正人・冨山玖呂 『め組の大吾 救国のオレンジ』 講談社〈KCデラックス〉、既刊12巻（2025年8月12日現在）
  1. 2021年4月16日発売[55][56]、ISBN 978-4-06-521831-0
  2. 2021年6月17日発売[57]、ISBN 978-4-06-523730-4
  3. 2021年10月15日発売[58]、ISBN 978-4-06-524700-6
  4. 2022年2月17日発売[59]、ISBN 978-4-06-526467-6
  5. 2022年8月17日発売[5]、ISBN 978-4-06-528610-4
  6. 2022年12月15日発売[60]、ISBN 978-4-06-529757-5
  7. 2023年5月17日発売[61]、ISBN 978-4-06-531664-1
  8. 2023年10月17日発売[62]、ISBN 978-4-06-533060-9
  9. 2024年2月16日発売[63]、ISBN 978-4-06-534340-1
  10. 2024年8月16日発売[64]、ISBN 978-4-06-536254-9
  11. 2025年2月17日発売[65]、ISBN 978-4-06-538451-0
  12. 2025年8月12日発売[66]、ISBN 978-4-06-540841-4
- 曽田正人・冨山玖呂 『め組の大吾 救国のオレンジ 公式ガイドブック 熱き救助隊員たちの物語』 講談社〈KCデラックス〉、2023年10月17日発売[67]、ISBN 978-4-06-531201-8

## 劇場アニメ
『め組の大吾 火事場のバカヤロー』（めぐみのだいご かじばのバカヤロー）は1999年夏に「おかげサマー！日本全国サンデー祭り!!」において『からくりの君』（藤田和日郎作の読切漫画が原作、後の連載漫画『からくりサーカス』の原型）と同時上映されたアニメ映画。その後、この二つは東京都内の劇場でも公開された。2000年1月22日よりこのアニメ映画が新宿ピカデリー3にて東宝の配給で土日モーニングショー公開された。VHSビデオのみリリース（販売・レンタル）されている。

### 内容
原作の東条マート火災爆発事故と市民会館ホール火災のエピソードを中心に、原作のエピソードを繋ぎ合わせている。

### キャスト
- 朝比奈大吾 - 高木渉
- 落合先生 - 井上喜久子
- 五味所長 - 屋良有作
- 甘粕史郎 - 一条和矢
- 植木 - 堀部隆一
- 丘野 - 内田直哉
- 猪俣 - 巻島直樹
- 大野 - 石塚運昇
- 山岸 - 菅原淳一
- 白石隊長 - 花田光
- 大吾の母 - 園田恵子
- カメラマン - 千葉一伸
- 消防官 - 小野塚貴志
- 要救助者 - 麻丘夏未
- 女子高生 - 小池亜希子
- 無線の声 - 小上裕通、横尾博之
- オペレーター - 柳知樹

### スタッフ
- 原作 - 曽田正人
- 企画 - 植田文郎
- 企画協力 - 奥山豊彦、瀬尾俊之、堀江一郎、田中淳一郎
- 監督・絵コンテ・演出 - 西澤晋
- 脚本 - 稲荷昭彦
- キャラクターデザイン・作画監督 - 本橋秀之
- 美術監督 - 石垣努
- 美術設定 - 荒井和浩
- 色彩設計 - 歌川律子
- 撮影監督 - 白井久男
- 音楽 - 浜口史郎
- 音楽プロデューサー - 佐々木史朗、太田敏明
- 音響監督 - 小林克良
- 音響効果 - 庄司雅弘
- 編集 - 瀬山武司
- プロデューサー - 岩田幹宏
- 製作 - 小学館、サンライズ

### 主題歌
イメージソング「それぞれの朝」
作詞 - 渡辺なつみ / 作曲・編曲 - 岩崎文紀 / 歌 - 井上喜久子
劇中では未使用。
エンディング「Red Darkness」
作詞 - 佐藤ありす、西澤晋 / 作曲・編曲 - 工藤隆 / 歌 - きただにひろし
浜口史郎作曲、ワルシャワ・フィルハーモニック・オーケストラ演奏によるサウンドトラックが出ている。上記2曲も収録。

## テレビドラマ
『FIRE BOYS 〜め組の大吾〜』（ファイアーボーイズ めぐみのだいご）のタイトルでテレビドラマ化され、フジテレビ系列で放送された。主演は山田孝之。2004年1月6日から3月16日まで火曜21:00 - 21:54（初回のみ21:00 - 22:04の10分拡大）に放送されていた。全11話。平均視聴率は12.0%。

### キャスト（テレビドラマ）
- 朝比奈大吾 - 山田孝之
- 園田まひる - 内山理名
- 近藤純 - ミムラ
- 甘粕士郎 - 塚本高史
- 赤星みつる - 葛山信吾
- 植木彦助 - モロ師岡
- 万丈博士 - 温水洋一
- 落合静香 - 小西真奈美
- 平茂 - 石黒賢
- 五味一 - 鹿賀丈史

#### ゲスト
- 矢沢健 - 小栗旬（第2話）
- 森田（刑事） - 松重豊（第2話）
- 耕太 - 當間廉生（第3話）
- 律子（耕太の母） - 森下涼子（第3話）
- 米田修 - きたろう（第4話）
- 山伏（山伏工業社長） - 平泉成（第5話）
- 平勇気 - 須賀健太（第6話）
- 平美紗子 - 西牟田恵（第6話）
- 患者 - 奥村公延（第6話）
- 丘野（記者） - 山路和弘（第7話）
- 与一 - 山谷初男（第8話）
- 田所正太（補充要員） - 斉藤慶太（第11話）

### サブタイトル
| 各話                                              | 放送日         | サブタイトル         | 視聴率 |
| ------------------------------------------------- | -------------- | -------------------- | ------ |
| 第1話                                             | 2004年 1月06日 | 涙、涙の初救助       | 15.7%  |
| 第2話                                             | 1月13日        | 放火魔と直接対決     | 11.2%  |
| 第3話                                             | 1月20日        | 森に消えた救急隊     | 11.5%  |
| 第4話                                             | 1月27日        | 伝説の男の正体       | 10.7%  |
| 第5話                                             | 2月03日        | 捨て身の地震救助     | 12.0%  |
| 第6話                                             | 2月10日        | 病院火災と家族愛     | 11.3%  |
| 第7話                                             | 2月17日        | ライバルの裏切り     | 11.3%  |
| 第8話                                             | 2月24日        | 猛火に突進した女     | 10.5%  |
| 第9話                                             | 3月02日        | 仲間を奪った爆炎     | 11.4%  |
| 第10話                                            | 3月09日        | レスキューへの道     | 13.1%  |
| 最終話                                            | 3月16日        | 大炎上！最後の救出劇 | 13.2%  |
| 平均視聴率・12.0%（ビデオリサーチ調べ・関東地区） |                |                      |        |

- 初回は10分拡大して放送。

### スタッフ（テレビドラマ）
- 脚本 - 吉田智子
- 音楽 - 佐藤直紀
- 演出補 - 七高剛、成田岳、三竹寛典、木下太郎、米川治、田中亮
- プロデュース補 - 柴田圭子、斉藤あや、笛木志津香、水野綾子
- 原案協力 - 佐藤祐二､塩谷雅彦､江上英樹（小学館「週刊少年サンデー」編集部）
- 協力 - バスク、渋谷ビデオスタジオ、エルエーカンパニー、アクティブ21、K&L、ブルーバック、NK特機、東京消防庁
- プロデュース - 現王園佳正
- 演出 - 武内英樹、宮本理江子、七高剛、成田岳
- 制作 - フジテレビ制作1部
- 制作著作 - フジテレビ

### 主題歌（テレビドラマ）
- ORANGE RANGE「ミチシルベ〜a road home〜」

| フジテレビ系 火曜21時台の連続ドラマ枠            | フジテレビ系 火曜21時台の連続ドラマ枠               | フジテレビ系 火曜21時台の連続ドラマ枠        |
| 前番組                                           | 番組名                                              | 次番組                                       |
| ------------------------------------------------ | --------------------------------------------------- | -------------------------------------------- |
| あなたの隣に誰かいる （2003年10月7日 - 12月9日） | FIRE BOYS 〜め組の大吾〜 （2004年1月6日 - 3月16日） | ワンダフルライフ （2004年4月13日 - 6月29日） |

## テレビアニメ
『め組の大吾 救国のオレンジ』を原作としたテレビアニメが、2023年9月から2024年3月まで読売テレビ・日本テレビ系列ほかにて放送された。ナレーションは津田健次郎。
最終回では放送時点での原作最新話となる第一部ラストまで追いつき、2024年2月号掲載分までをアニメ化した後、3月号掲載の原作エピローグとは異なるアニメオリジナルエピローグとして2年後に起きる大災害で活躍するめ組メンバーを描いて締めている。

### スタッフ（テレビアニメ）
- 原作 - 曽田正人、冨山玖呂[70]
- 監督 - むらた雅彦[12]
- シリーズ構成 - 藤田伸三[12]
- キャラクターデザイン - 鶴田眸、藪野浩二[12]
- メカプロップデザイン - 岩岡優子[70]
- プロップデザイン - 斎藤美旺[70]
- エフェクト作画監督 - 橋本敬史[70]
- 美術監督・美術設定 - 伊藤聖[70]
- 色彩設計 - 大塚奈津子[70]
- 撮影監督 - 織田頼信[70]
- 3DCGディレクター - 屋代紗希[70]
- 編集 - 池田康隆[70]
- 音響監督 - 高寺たけし[70]
- 音楽 - 住友紀人[70]
- チーフプロデューサー - 永井幸治、立石謙介、飯島江美子
- プロデューサー - 中田博也、日高功、黒須信彦
- アニメーションプロデューサー - 石塚素晴
- アニメーション制作 - ブレインズ・ベース[70]
- 製作 - 読売テレビ、講談社、ブレインズ・ベース、クランチロール

### 主題歌（テレビアニメ）
「アンスロポス」
関ジャニ∞によるオープニングテーマ。作詞・作曲はキタニタツヤ、編曲はDiz。
「Perfect World」
LMYKによる第1クールエンディングテーマ。作詞・作曲はLMYK、編曲はJimmy Jam and Terry Lewis, Toru Horikoshi。
「MISSION」
中島美嘉による第2クールエンディングテーマ。作詞・作曲は中島美嘉とCarlos K.。編曲はCalros K.。

### 各話リスト
| 話数     | サブタイトル         | 脚本                | 絵コンテ   | 演出             | 作画監督                                                                           | 総作画監督      | 初放送日       |
| -------- | -------------------- | ------------------- | ---------- | ---------------- | ---------------------------------------------------------------------------------- | --------------- | -------------- |
| 第01話   | 運命の三人           | 藤田伸三            | むらた雅彦 | むらた雅彦       | 鶴田眸                                                                             | -               | 2023年 9月30日 |
| 第02話   | 消防官               | 藤田伸三            | むらた雅彦 | むらた雅彦       | 岩岡優子                                                                           | -               | 10月7日        |
| 第03話   | 救助の神様           | 藤田伸三            | むらた雅彦 | 尾上皓紀         | 福山貴人                                                                           | -               | 10月14日       |
| 第04話   | 不破特別救助隊       | 藤田伸三            | むらた雅彦 | 尾上皓紀         | 鈴木信一 さのえり 松本健太郎 大津りか 石田誠也 工藤葉瑠香                          | -               | 10月21日       |
| 第05話   | 252                  | 藤田伸三            | むらた雅彦 | むらた雅彦       | 岩岡優子 石田誠也 福山貴人                                                         | -               | 10月28日       |
| 第06話   | 十朱大吾             | 藤田伸三            | むらた雅彦 | 葛西良信         | Revival                                                                            | 工藤公聖        | 11月4日        |
| 第07話   | 私の英雄             | 阪上有紀子          | 宮地昌幸   | 神谷マキ         | 飯飼一幸 服部益美 南伸一郎                                                         | -               | 11月11日       |
| 第08話   | 地下室の三人         | 藤田伸三            | むらた雅彦 | 尾上皓紀         | 松本健太郎 鈴木信一                                                                | -               | 11月18日       |
| 第09話   | ミッション           | 藤田伸三            | むらた雅彦 | むらた雅彦       | 岩岡優子 工藤公聖 福山貴人 鈴木孝典 石田誠也                                       | -               | 11月25日       |
| 第10話   | めでたい❜❜め組❜❜     | 藤田伸三 阪上有紀子 | むらた雅彦 | 尾上皓紀         | 山川拓己 相坂ナオキ 松本健太郎 鈴木信一                                            | -               | 12月2日        |
| 第11話   | バディの証           | 藤田伸三 阪上有紀子 | 大宙征基   | うえだしげる     | しんぼたくろう 関田有紀子                                                          | -               | 12月9日        |
| 第12話   | オレンジの仕事       | 藤田伸三 阪上有紀子 | 大宙征基   | すがはらしずたか | 山川拓己 相坂ナオキ 松本健太郎 鈴木信一                                            | -               | 12月16日       |
| 第12.5話 | 陽はまた昇る         | 藤田伸三            | むらた雅彦 | むらた雅彦       | 岩岡優子                                                                           | -               | 12月23日       |
| 第13話   | それぞれの想い       | 藤田伸三 阪上有紀子 | 大宙征基   | 葛西良信         | 楠田悟 Reboot 無錫星月影視動画制作有限公司 魏旭龍 谢鑫 杜衛峰 廖雪宇               | -               | 2024年 1月6日  |
| 第14話   | 全国消防救助技術大会 | 山本由実            | 後藤圭二   | 尾上皓紀         | 山川拓己 相坂ナオキ 松本健太郎 鈴木信一                                            | -               | 1月13日        |
| 第15話   | 特命出場             | 藤田伸三            | 大宙征基   | うえだしげる     | しんぼたくろう 関田有紀子                                                          | -               | 1月20日        |
| 第16話   | モールス信号         | 藤田伸三            | 篠原俊哉   | むらた雅彦       | 岩岡優子 工藤公聖 福山貴人                                                         | -               | 1月27日        |
| 第17話   | 朝比奈大吾           | 藤田伸三 阪上有紀子 | 大宙征基   | すがはらしずたか | 山川拓己 相坂ナオキ 松本健太郎 鈴木信一                                            | -               | 2月3日         |
| 第17.5話 | 三人の縁             | 藤田伸三 阪上有紀子 | -          | -                | -                                                                                  | -               | 2月10日        |
| 第18話   | チーム               | 藤田伸三            | 大原実     | 尾上皓紀         | 花澤菜摘 広実愛 壽恵理子 中村与史子 ちがさき南湖 石井裕美子 松下純子               | 鶴田眸          | 2月17日        |
| 第19話   | 大吾の告白           | 山本由実            | 後藤圭二   | 石井輝           | 西川優衣 寒川顕人 古徳真美 佐賀野桜子 櫻井拓郎 濵田悠示 久行宏和 笛木優奈 村田陽祐 | 伊藤依織子      | 2月24日        |
| 第20話   | 小さな要救助者       | 阪上有紀子          | 大宙征基   | 尾上皓紀         | しんぼたくろう 関田有紀子                                                          | -               | 3月2日         |
| 第21話   | 東京消防庁広報課     | 阪上有紀子          | 大原実     | ふじいたかふみ   | 相坂ナオキ 松本健太郎 鈴木信一                                                     | 鶴田眸          | 3月9日         |
| 第22話   | 粉塵爆発             | 山本由実 藤田伸三   | 大宙征基   | すがはらしずたか | 相坂ナオキ 松本健太郎 鈴木信一 しんぼたくろう 関田有紀子                           | 鶴田眸          | 3月16日        |
| 第23話   | 勇者集う             | 藤田伸三            | 大原実     | 尾上皓紀         | 福山貴人 小林結衣 斎藤美旺 工藤公聖 鶴田眸 岩岡優子                                | 鶴田眸 岩岡優子 | 3月23日        |

### 放送局
| 放送期間                                             | 放送時間           | 放送局                                                            | 対象地域・備考                 |
| ---------------------------------------------------- | ------------------ | ----------------------------------------------------------------- | ------------------------------ |
| 2023年9月30日 - 2024年3月23日                        | 土曜 17:30 - 18:00 | 読売テレビ（製作局）をはじめとする 日本テレビ系列フルネット局28局 | 日本国内 / 連動データ放送      |
| 2023年10月1日 - 2024年3月24日                        | 日曜 7:00 - 7:30   | テレビ大分                                                        | 大分県 / NNS/FNSクロスネット局 |
| 2023年12月4日 - 2024年5月27日                        | 月曜 19:00 - 19:30 | キッズステーション                                                | CS放送                         |
| 日本テレビ系列（テレビ大分を含む）で字幕放送を実施。 |                    |                                                                   |                                |

| 配信開始日    | 配信時間                           | 配信サイト | 備考                      |
| ------------- | ---------------------------------- | --- | ------------------------- |
| 2023年9月30日 | 土曜 18:00 更新                    | Hulu Lemino アニメタイムズch | 見放題配信                |
|               |                                    | TVer ytv MyDo! | 見逃し配信                |
| 2023年10月4日 | 水曜 0:00（火曜深夜） 以降順次更新 | Amazon Prime Video U-NEXT アニメ放題 ABEMAビデオ DMM TV dアニメストア J:COMオンデマンド TELASA milplus auスマートパスプレミアム バンダイチャンネル ふらっと動画    | 見放題配信                |
|               |                                    | J:COMオンデマンド milplus TELASA バンダイチャンネル ニコニコチャンネル ビデックスJP HAPPY!動画 ムービーフルPlus@スマホ OnGenムービー@スマホ Amazonビデオ Google TV | レンタル配信 （都度課金） |

| 読売テレビ制作・日本テレビ系列 土曜 17:30 - 18:00        | 読売テレビ制作・日本テレビ系列 土曜 17:30 - 18:00 | 読売テレビ制作・日本テレビ系列 土曜 17:30 - 18:00                  |
| 前番組                                                   | 番組名                                            | 次番組                                                             |
| -------------------------------------------------------- | ------------------------------------------------- | ------------------------------------------------------------------ |
| MIX MEISEI STORY 2ND SEASON 〜二度目の夏、空の向こうへ〜 | め組の大吾 救国のオレンジ                         | 僕のヒーローアカデミア Memories ↓ 僕のヒーローアカデミア （第7期） |

### BD / DVD
| 巻 | 発売日        | 収録話          | 規格品番      | 規格品番      |
| 巻 | 発売日        | 収録話          | BD            | DVD           |
| -- | ------------- | --------------- | ------------- | ------------- |
| 1  | 2024年3月13日 | 第1話 - 第12話  | ANZX-17161〜4 | ANZB-17161〜4 |
| 2  | 2024年6月5日  | 第13話 - 第23話 | ANZX-17165〜8 | ANZB-17165〜8 |

## こぼれ話
- 英語版では「め組」はmercifullyで（慈悲深く）、merryな（陽気な）「The Company Of M」と訳される。
- 千国市は設定上神奈川県とされているが、千葉市を主要なモデルとしている(作中、署の壁に千葉市西部を模った地図が掲げられている)。一方で、国際空港建設など明らかに他都市をモデルとした話も多い。消防体制に関しては東京消防庁をモデルにしている。
- 作中の中央消防署めだかヶ浜出張所のモデルは、千葉市消防局美浜消防署高浜出張所。